# Franjo Katinčić
Franjo Katinčić (1861. – Zemun, listopada 1941.), hrvatski građevinar, djelovao u Zemunu

## Životopis
Rođen u okolici Siska, zajedno s ocem, majkom i bratom Josipom došao je u Zemun između 1865. i 1867. U Zemunu je završio zidarski zanat. Potkraj sedamdesetih godina 19. stoljeća počeo je raditi kao zidarski majstor, a a potkraj devedesetih postao je građevinski poduzetnik. U to vrijeme oženio se u Zemunu Cecilijom Potje, koja je bila podrijetlom iz Alzasa, ali je obitelj već bila starosjedilačka u Zemunu. Imao je dva sina i jednu kćer. Mladi sin Franja umro je mlad bez nasljednika, kći Ana udala se za Miju Barca, a Stjepan, stariji sin, oženio se Marijom Leichinger. Kao građevinski poduzetnik Katinčić je bio poznat u Zemunu i dugo godina cijenjeni član ceha zemunskih obrtnika. Kao građevinski poduzetnik izgradio je više kuća u Zemunu po želji kupaca. Za sebe je izgradio kuću u Pantelićevoj ulici br. 12 (sada Sonje Marinković br. 20), izdavanjem koje je htio osigurati starost. Kuća je napravljena 1912. i sastojala se od 4 troipolsobna stana (tri od 107 četvornih metara i jedan od 111 četvornih metara) u glavnoj zgradi i tri jednosobna stana u dvorišnoj zgradi. Osim toga sazidao je obiteljsku kuću u Prigrevici br. 84 i kuću za svojeg bratića, također u Prigrevici. U Prigrevici je sazidao i kuću za obitelj Veseli. S tvrtkom J. Kraus i J. Cimerman sudjelovao je u gradnji Pučke dječačke škole 1913, a u dva mandata bio je član zastupništva u zemunskom poglavarstvu. Gotovo do kraja života bavio se građevinskim radom i poduzetništvom. Bio je predsjednik pjevačkog društva »Rodoljub« i »Hrvatskog sokola«. Umro je u Zemunu u listopadu 1941. Njegov posao i njegovu tvrtku naslijedio je njegov sin Stjepan, školovan u Zagrebu. Na njegovoj kući u Zemunu postoje inicijali: gradio F. K. 1911. godine.